# Donald Pandiangan
Donald Pandiangan, född 12 december 1945, död 20 augusti 2008, är en indonesisk bågskytt. Han deltog vid olympiska sommarspelen 1976 och olympiska sommarspelen 1984.